# Campionati italiani estivi di nuoto 2001
I Campionati italiani estivi di nuoto 2001 si sono svolti a Genova, al Centro Polisportivo della Sciorba tra il 3 agosto e il 7 agosto 2001. Per la prima volta sono assegnati i titoli degli 800 m stile libero maschi e dei 1500 m stile libero femminile.

## Podi

### Uomini
| Evento               | Oro                                                                                            | Tempo      | Argento | Tempo | Bronzo | Tempo |
| Stile libero         |                                                                                                |            |         |       |        |       |
| 50 m                 | René Gusperti                                                                                  | 22"97      |         | -     |        | -     |
| 100 m                | Simone Cercato Mauro Gallo                                                                     | 50"38      |         |       |        | -     |
| 200 m                | Matteo Pelliciari                                                                              | 1'50"22    |         | -     |        | -     |
| 400 m                | Nicola Selleri                                                                                 | 3'53"95    |         | -     |        | -     |
| 800 m                | Christian Minotti                                                                              | 8'02"58    |         | -     |        | -     |
| 1500 m               | Simone Ercoli                                                                                  | 15'32"40   |         | -     |        | -     |
| Dorso                |                                                                                                |            |         |       |        |       |
| 50 m                 | Emanuele Merisi                                                                                | 26"69      |         | -     |        | -     |
| 100 m                | Luis Alberto Laera                                                                             | 56"85      |         | -     |        | -     |
| 200 m                | Emanuele Merisi                                                                                | 2'00"99    |         | -     |        | -     |
| Rana                 |                                                                                                |            |         |       |        |       |
| 50 m                 | Matteo Cortesi                                                                                 | 28"55      |         | -     |        | -     |
| 100 m                | Michele Vancini                                                                                | 1'02"45    |         | -     |        | -     |
| 200 m                | Michele Vancini                                                                                | 2'14"79    |         | -     |        | -     |
| Farfalla             |                                                                                                |            |         |       |        |       |
| 50 m                 | Mattia Nalesso                                                                                 | 24"78      |         | -     |        | -     |
| 100 m                | Mattia Nalesso                                                                                 | 53"77 - RI |         | -     |        | -     |
| 200 m                | Christian Galenda                                                                              | 1'58"68    |         | -     |        | -     |
| Misti                |                                                                                                |            |         |       |        |       |
| 200 m                | Alessio Boggiatto                                                                              | 2'02"16    |         | -     |        | -     |
| 400 m                | Marco Bellino                                                                                  | 4'25"15    |         | -     |        | -     |
| Staffette            |                                                                                                |            |         |       |        |       |
| 4x100 m stile libero | Riviera nuoto Dolo Gianluca Ermeti Christian Galenda Mauro Gallo Simone Cercato                | 3'22"89    | -       | -     | -      | -     |
| 4x200 m stile libero | Centro Sportivo Carabinieri Mirko Mazzari Andrea Righi Paolo Ghiglione Federico Cappellazzo    | 7'27"94    | -       | -     | -      | -     |
| 4x100 m mista        | Centro Sportivo Carabinieri Luis Alberto Laera Davide Rummolo Federico Cappellazzo Mauro Gallo | 3'46"58    | -       | -     | -      | -     |

### Donne
| Evento               | Oro                                                                                  | Tempo        | Argento | Tempo | Bronzo | Tempo |
| Stile libero         |                                                                                      |              |         |       |        |       |
| 50 m                 | Cecilia Vianini                                                                      | 26"01        |         | -     |        | -     |
| 100 m                | Cecilia Vianini                                                                      | 55"07 - RI   |         | -     |        | -     |
| 200 m                | Cecilia Vianini                                                                      | 2'00"60      |         | -     |        | -     |
| 400 m                | Sara Goffi                                                                           | 4'17"85      |         | -     |        | -     |
| 800 m                | Melissa Pasquali                                                                     | 8'47"83      |         | -     |        | -     |
| 1500 m               | Helen Astolfi                                                                        | 16'50"21     |         | -     |        | -     |
| Dorso                |                                                                                      |              |         |       |        |       |
| 50 m                 | Alessandra Cappa                                                                     | 29"71        |         | -     |        | -     |
| 100 m                | Valentina De Nardi                                                                   | 1'03"22      |         | -     |        | -     |
| 200 m                | Federica Barsanti                                                                    | 2'17"60      |         | -     |        | -     |
| Rana                 |                                                                                      |              |         |       |        |       |
| 50 m                 | Roberta Crescentini                                                                  | 31"73 - RI   |         | -     |        | -     |
| 100 m                | Roberta Panara                                                                       | 1'11"19      |         | -     |        | -     |
| 200 m                | Chiara Boggiatto                                                                     | 2'31"91      |         | -     |        | -     |
| Farfalla             |                                                                                      |              |         |       |        |       |
| 50 m                 | Cristina Maccagnola                                                                  | 27"32        |         | -     |        | -     |
| 100 m                | Cristina Maccagnola                                                                  | 1'01"39      |         | -     |        | -     |
| 200 m                | Paola Cavallino                                                                      | 2'13"39      |         | -     |        | -     |
| Misti                |                                                                                      |              |         |       |        |       |
| 200 m                | Federica Biscia                                                                      | 2'18"01      |         | -     |        | -     |
| 400 m                | Federica Biscia                                                                      | 4'46"33 - RI |         | -     |        | -     |
| Staffette            |                                                                                      |              |         |       |        |       |
| 4x100 m stile libero | DDS Lara Consolandi Sara Goffi Roberta Panara Cecilia Vianini                        | 3'48"36      | -       | -     | -      | -     |
| 4x200 m stile libero | DDS Veronica Massari Sara Goffi Roberta Panara Cecilia Vianini                       | 8'20"04      | -       | -     | -      | -     |
| 4x100 m mista        | Larus Valentina De Nardi Roberta Crescentini Ombretta Ciampini Maria Angela Zampella | 3'45"55      | -       | -     | -      | -     |